# ハット (学習塾)
株式会社ハット（はっと）は、愛媛県松山市に本社を置き、寺小屋（てらこや）の屋号で愛媛県・香川県・徳島県・兵庫県・沖縄県に学習塾などを構えていた企業。
2021年、香川県の同業企業「ケイシングループ」と提携した。

## 沿革
- 1979年 - 株式会社寺小屋を設立。
- 1998年 - グループ会社と統合する。
- 2001年 - UFOとロケットをモチーフにしたデザインの総本部ビル「来夢X館（ライムクロス館）」を新築落成
- 2006年9月 - 塾生ら3371件の個人情報流失が発覚。
- 2006年10月1日 - 創始者の西坂眞美（代表取締役）逝去。後任には西坂和恵が就任。
- 2007年3月13日 - タカガワとの教育事業におけるパートナーシップ契約を締結[2]。
- 2020年2月 - 香川県にて「啓真館」などを展開する学習塾業者ケイシングループとの業務提携を開始。[3]。
- 2021年3月 - 新規法人「株式会社寺小屋」（後の寺小屋グループ）を設立。（旧）株式会社寺小屋グループは当該会社に事業を譲渡し株式会社ハットに変更[4]。

## 展開していた塾・予備校
- 寺小屋グループ（一斉指導）
- TOP-PA(個別指導)
- TOP-ONE(中学受験)
- 河合塾マナビス
- Class Benesse(進研ゼミ活用)
- タカガワ寺小屋ゼミ
- アルゴクラブ
- 砥部合宿研修所